# Kurzstielige Berberitze
Die Kurzstielige Berberitze (Berberis brachypoda) ist eine Pflanzenart aus der Gattung der Berberitzen (Berberis) innerhalb der Familie der Berberitzengewächse (Berberidaceae).

## Beschreibung

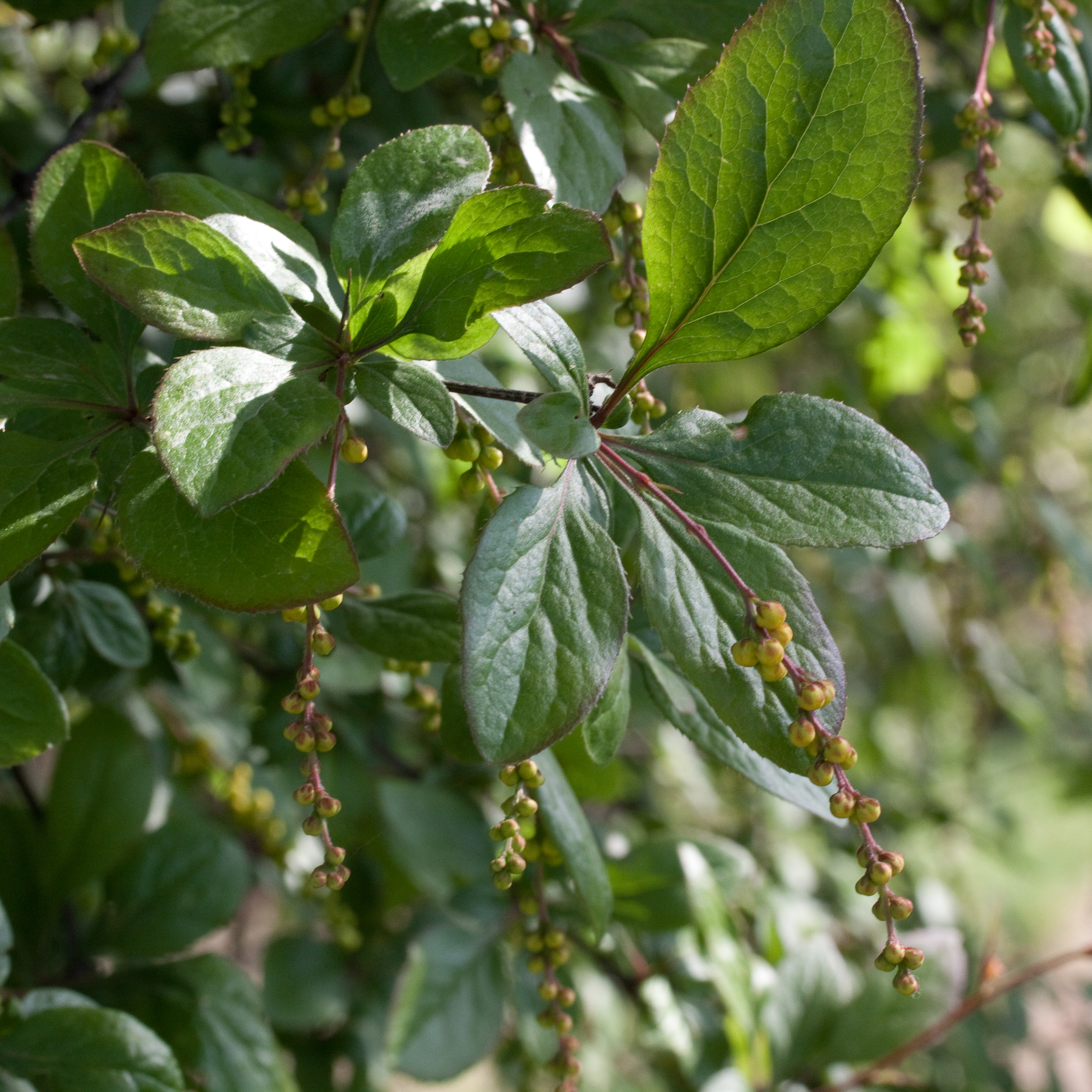
Zweig mit Laubblättern und Blütenständen mit Blütenknospen

### Vegetative Merkmale
Die Kurzstielige Berberitze ist ein sommergrüner (laubabwerfender) Strauch, der Wuchshöhen von bis zu 2 Metern erreichen kann. Die Rinde der rinnigen Zweige ist graugelb und fein behaart. Die Dornen sind dreiteilig.
Die oberseits gelbgrünen, runzligen und fast kahlen, unterseits behaarten, kurz gestielten, leicht ledrigen Laubblätter sind bei einer Länge von bis etwa 10 Zentimetern eiförmig bis verkehrt-eiförmig, an der Basis keilförmig bis verschmälert, spitz bis stumpf, netznervig und jederseits fein spitziggesägt.

### Generative Merkmale
Die Blütezeit liegt im Mai. In einem schlanken, bis 12 Zentimeter langen, hängenden und traubigen Blütenstand sind 20 bis 30 Blüten dicht angeordnet.
Die gestielten, zwittrigen Blüten mit doppelter Blütenhülle sind hellgelb, außen rötlich. Es sind 15 Blütenhüllblätter vorhanden.
Die eiförmigen bis ellipsoiden, bis 9 Millimeter großen Beeren mit Narbenresten sind tiefrot und glänzend.

## Vorkommen
Berberis brachypoda kommt in den chinesischen Provinzen Gansu, Henan, Hubei, Qinghai, Shaanxi, Shanxi sowie Sichuan vor. Sie gedeiht im Dickicht, in Wäldern, an Waldrändern, an Straßenrändern und feuchten Standorten in Höhenlagen von 800 bis 2500 Metern.

## Verwendung
Die Kurzstielige Berberitze und ihre Sorten werden selten als Zierstrauch in Gärten und Parks verwendet.

## Taxonomie
Die Erstbeschreibung von Berberis brachypoda erfolgte 1877 durch Karl Johann Maximowicz in Bulletin de l'Academie Imperiale des Sciences de Saint-Pétersbourg. St. Petersburg, Séries 3, Band 23, 2, S. 308.